# 西妮·卡尔亚莱宁
西妮·卡尔亚莱宁（芬蘭語：Sini Karjalainen，1999年1月30日—），芬兰女子冰球运动员。她曾代表芬兰参加2022年冬季奥林匹克运动会冰球比赛，获得一枚铜牌。她也曾获2021年世界女子冰球锦标赛季军。